# كيمبرلي ديريك
كيمبرلي ديريك (بالإنجليزية: Kimberly Derrick)‏ هي متزلجة على مسار قصير أمريكية، ولدت في 28 أبريل 1985 في بليثفيل في الولايات المتحدة.

## وصلات خارجية
- كيمبرلي ديريك على موقع اللجنة الأولمبية الدولية (الإنجليزية)
- كيمبرلي ديريك على موقع أوليمبيديا (الإنجليزية)
- كيمبرلي ديريك على موقع اللجنة الأولمبية والبارالمبية الأمريكية (الإنجليزية)